# شهرستان سانگامون (ایلینوی)
شهرستان سانگامون (به انگلیسی: Sangamon County) یک شهرستان‌ در ایالات متحده آمریکا است که در ایلینوی واقع شده‌است. شهرستان سانگامون ۲٬۲۷۱٫۴۳ کیلومتر مربع مساحت دارد.